# 川崎医科大学附属高等学校
川崎医科大学附属高等学校（かわさきいかだいがくふぞくこうとうがっこう）は、岡山県倉敷市生坂にある私立高等学校。通称は所在地の地名から「生坂高校」（いくさか こうこう）。また、校章にもある通り「医高」とも呼ばれている。
設置者は学校法人川崎学園であり、川崎医科大学の附属学校である。

日本国内で唯一の医科大学附属高等学校で、卒業生は学校推薦型選抜に合格すれば同大学（医学部医学科）への内部進学が可能。

## 特色
1970年に、川崎祐宣が受験教育偏重になりがちな現代高校教育に相対し、感受性豊かな高校時代に医療人としてふさわしい人間性・知性を涵養することを理想として創立した。全国で唯一の医学部の附属高校であり、全寮制かつ少人数で教育している。特別推薦入試で約9割の卒業生が川崎医科大学へ進学する。他大学も含めると約95％の卒業生が医学部に進学する。

### 学校、教育
- 1学年は平均20名前後。
- 学費は寮経費を合わせて入学時に578万円、2・3年次は年間498万円である。[1]
- 学内の購買部に髙島屋が入店している。
- 進級の可否は年度末の進級認定会議で総合評価により決定される。
- 高校1年次に大学併設の現代医学教育博物館を見学[2]し、2年次夏期休業に川崎医大で医大体験実習する。
- 毎年、川崎学園グループの福祉施設旭川荘で体験学習する。

### 学校生活
- 1年次の1学期は、夜の学習時間に寮談話室で「一斉学習」して学習習慣の定着をはかる。
- 1回50分のEラーニングは、1年次は物理・化学を週に各1回、2年次は物理・化学・数学から週1回、3年次は2年次の3科目から週0 - 2回選択する。
- 夜の学習時間は、主に岡山大学学生が質問を受ける。
- 研究授業「テーマスタディ」で自学の姿勢を養っている。
- 修学旅行で沖縄本島と石垣島へ行く。
- 1・2年次の土曜日の午後は外部講師による補習が設定されているが、事前に保護者から連絡を受けた場合は出席不要となる。
- 平日は原則として外出不可、土曜・休日の門限は原則18時30分である。
- ダルマガエルの保護に取り組む生物教師が飼育したアフリカツメガエルが、県内高校の多くに広がっている。

### 大学との関係
- 大学と高校は体育館[3]や運動場を共有し、大学の体育、英語の一部講義は高校の教諭が担当している。
- 川崎医科大学の高校担当教授は、大学入学後に相談を受けるほかに生活状態や成績を高校へ伝えるなど、高校と連携を図っている。

### 特別推薦入試
例年12月下旬に本校から川崎医科大学へ特別推薦入試が行われる。本校は「大学の中核をなす人材を育成する」を目標としており、全員が入学する意向で難易度は低めとされる。試験科目は英語、数学、物理、化学、生物（理科3科目）小論文、面接である。一浪まで受験が認められ、浪人生は補習科生として扱う。

## 沿革

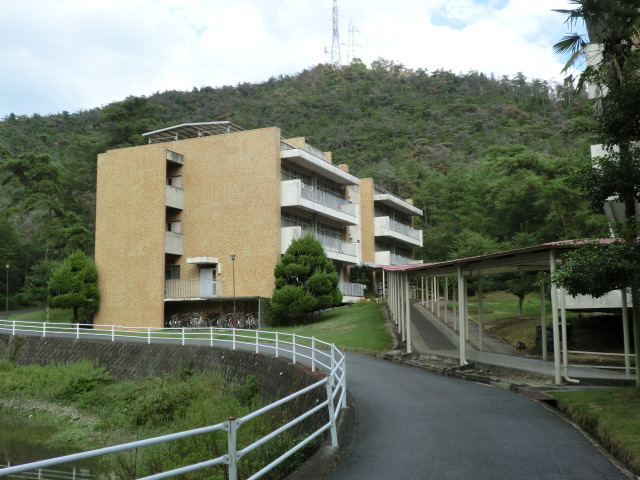
男子寮A棟

- 1968年8月23日 - 財団法人「学校法人川崎学園」設立準備期成会設立。
- 1970年3月17日 - 川崎医科大学付属高等学校設置認可。
- 1970年3月25日 - 入学選抜1次試験実施(岡山大安寺高校で実施)。
- 1970年3月28日 - 3月29日 - 第2次選考実施(川崎病院にて実施)。
- 1970年3月31日 - 合格者発表(男子49名、女子6名)。
- 1970年4月1日 - 現在の川崎医療短期大学の場所で開校。
- 1970年4月19日 - 入寮式実施。
- 1970年4月20日 - 入学式挙行。大学の校舎を借用し、授業実施。
- 1970年11月6日 - 生坂校舎起工式。
- 1971年3月9日 - 生坂校舎(現在地)へ移転。
- 1971年3月31日 - 学生寮2棟及びサービス棟完成。
- 1971年4月12日 - 始業式。寮談話室で授業開始。
- 1971年4月30日 - 校舎棟完成。
- 1971年6月30日 - 体育館・格技場及び学生寮2棟完成。
- 1972年6月1日 - 落成式挙行。
- 1973年3月11日 - 第1回卒業式挙行。
- 1974年3月31日 - プール完成。
- 1998年4月1日 - 女子寮を旧大学男子寮に移転。

## クラブ活動
部活動は放課後実施。
文化クラブは、火曜日の7限目に実施、1・2年生は総合的学習として扱う。
部活動
- 陸上部
- サッカー部
- バスケットボール部
- 剣道部
- テニス部
- バドミントン部
- 総合運動部

文化クラブ
- 美術クラブ
- 書道クラブ
- デジタル映像クラブ
- 生物クラブ
- 音楽クラブ
- 茶道クラブ
- 手話クラブ
- ESSクラブ

## 系列学校
- 川崎医科大学
- 川崎医療福祉大学
- 川崎医療短期大学
- 川崎リハビリテーション学院
- かわさきこども園